# دونگا لیوادیتسا
دونگا لیوادیتسا (به صربی: Donja Livadica) یک منطقهٔ مسکونی در صربستان است که در ولیکا پلنا واقع شده‌است. دونگا لیوادیتسا ۱٬۷۰۹ نفر جمعیت دارد و ۹۰ متر بالاتر از سطح دریا واقع شده‌است.